# (838) Seraphina
(838) Seraphina es un asteroide perteneciente al cinturón de asteroides descubierto el 24 de septiembre de 1916 por Maximilian Franz Wolf desde el observatorio de Heidelberg-Königstuhl, Alemania.
Se desconoce la razón del nombre.